# Wrapped in Red
Wrapped in Red (с англ. «Завернутые в красную») — шестой студийный альбом и первый рождественский альбом американской певицы Келли Кларксон, выпущен 25 октября 2013 года на лейбле RCA Records. Большая часть песен на альбоме, будут кавер-версиями. Альбом является продолжением её первого альбома лучших хитов Greatest Hits - Chapter One и сопровождающего его EP The Smoakstack Sessions Vol. 2. "то её первый рождественский альбом и единственный альбом, выпущенный исключительно RCA. «Wrapped in Red» состоит из шестнадцати треков, включающих пять оригинальных песен, написанных в соавторстве с Гругом Курстиным, и одиннадцать кавер-версий рождественских песен и гимнов, два из которых — дуэты с участием Ронни Данн, Реба Макинтайр и Триша Йервуд.
Утомленная постоянными вопросами о её основном жанре, Кларксон давно мечтала записать рождественский альбом как средство преодоления жанровых ограничений. Она поручила Курстину, который изучал джазовую музыку под руководством Джаки Бьярда, спродюсировать весь альбом. Черпая вдохновение в саундтреках к фильму «Рождество Чарли Брауна» и «Светлое Рождество», а также к рождественскими альбомами Мэрайи Кэри, Макинтайра и Фила Спектора, Келли Кларксон экспериментировала с различными стилями и звуками, используя знаменитую технику Стена звука, чтобы создать современный праздник. Рождественская музыка «Wrapped in Red» включает в себя множество жанров, таких как поп, джаз, кантри и соул, что указывает на отход от звучания поп-рока, созданного на предыдущих студийных альбомах Кларксона, в то время как его тексты имеют единую тему красного цвета, который дарит массу эмоций во время праздников.
Альбом «Wrapped in Red» дебютировал в чарте США Billboard 200 под номером 3 и возглавил чарт «Billboard Top Holiday Albums» с 70 000 проданными копиями в первую неделю после выпуска. Девять недель подряд он оставался в первой десятке обоих чартов и был удостоен платинового статуса от Ассоциации звукозаписывающей индустрии Америки и Канады. К концу 2013 года он стал самым продаваемым рождественским релизом года в США и вторым самым продаваемым рождественским релизом в Канаде. Его главный сингл «Underneath the Tree» вошел в число сорока лучших рождественских хитов в мире и стал самой популярной новой праздничной песней на радио в 2013 году. В промоушене альбома «Wrapped in Red» Кларксон появлялась в красных платьях на различных телевизионных выступлениях и снимала сопутствующий телевизионный специальный выпуск «Поучительная рождественская музыкальная сказка Келли Кларксон» в Венецианском Лас-Вегасе, премьера которого состоялась 11 декабря 2013 года на канале NBC. В 2014 году Кларксон выпустила заглавный трек в качестве второго сингла и провела рождественский благотворительный концерт «Miracle on Broadway» в «Bridgestone» Арена с 2014 по 2016 год.

## Об альбоме

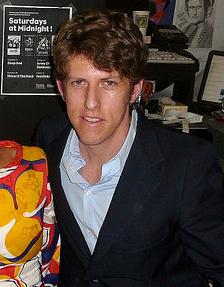
The entirety of Wrapped in Red was produced by Greg Kurstin, with whom Clarkson had first collaborated on her fifth studio album Stronger.

Кларксон много лет проявляла интерес к записи рождественского альбома, записав различные рождественские песни, такие как «Oh Holy Night» и «My Grown Up Christmas List» для «American Idol: The Great Holiday Classics» (2003), «I» «Will Be Home for Christmas» на iTunes Session (2011), а также участие в рождественском альбоме Блейка Шелтона «Cheers, It’s Christmas» (2012). [ Устав от того, что её постоянно спрашивают о её основном жанре, она чувствовала, что запись рождественского альбома, наконец, откроет ей путь к исследованию других различных жанров. Она заметила: «Меня всегда спрашивают, в каком я жанре — кантри, поп или рок? И что круто в создании рождественского альбома, так это то, что нет никаких ограничений! Мы можем делать все, что захотим!» " Далее она добавила: «Дело в том, что Рождество почти не имеет значения, в каком вы настроении или какой у вас был год — это новое начало. Я собираюсь очистить воздух и подвести итоги того хорошего, что произошло».
Обсуждения о том, чтобы сделать её шестой студийный альбом рождественской записью, начались в декабре 2012 года, через месяц после выпуска её первого альбома лучших хитов Greatest Hits - Chapter One. Найдя возможность сделать это, Кларксон поручила продюсеру и мульти-инструменталисту Грегу Курстину, с которым она ранее сотрудничала над своими альбомами Stronger и Greatest Hits — Chapter One, единолично продюсировать весь альбом. Несмотря на то, что Курстин был воспитан в еврейской вере и не был знаком с рождественскими песнями, он согласился продюсировать проект. В результате на этой записи Келли во второй раз работала только с одним продюсером (первым из которых был Дэвид Кан, который продюсировал My December в 2007 году). Это также ознаменовало четвёртый раз, когда Курстин единолично продюсировал целый студийный альбом, не считая того, что он был участником музыкальных групп «The Bird and the Bee» и «Geggy Tah» (первые три из них — It's Not Me, It's You Лили Аллен в 2009 году, We Are Born Sia в 2010 году и «The Shins» «Port of Morrow» в 2012 году).

## Запись
Сеансы записи основных инструментальных треков для альбома «Wrapped in Red» проходили в студии «Kurstin Echo Studio» в Лос-Анджелесе, в то время как оркестровые сессии были записаны в «EastWest Studios» в Голливуде, а вокал был записан в студии «The Barn» в Нэшвилле. При записи треков для альбома Кларксон и Курстин хотели продемонстрировать как можно больше разных стилей, экспериментируя с различными звуками и стилями, чтобы создать свежий, современный звук классической музыки. Курстин вспоминал: «Для нас это было очень весело, потому что мы должны были вернуться к своим корням. Когда Келли начала петь, было ясно, что у неё хватило ума и её научили делать что угодно». Далее он добавил: «Мы действительно экспериментировали. Это было так весело и раскрепощающе и это окупается». Курстин, который учился у джазового музыканта Джаки Бьярда в Новой школе джаза и современной музыки, набирал различных джазовых и соул музыкантов, таких как Джеймс Гадсон, Кевин Дьюкс, Рой МакКарди и Билл Уизерс, выступят на записи, чтобы резонировать с душевным звуком Мемфиса. Он также сотрудничал с Джозефом Трапанезе, чтобы организовать и дирижировать камерным оркестром.
Предоставляя инструменты для записи, Курстин использовал все свои инструменты, такие как меллотрон и чемберлин, записывая их на расстоянии, чтобы имитировать «Стену звука» — метод записи, первоначально разработанный Филом Спектором, который был популярен в начале 1960-х годов. Он нанял Кларксон, чтобы она сама обеспечила весь бэк-вокал. Кларксон, которая выросла в хоре, была довольна этим аспектом, сказав: «Смешивание — это то, что я умел делать с детства. Иногда мне приходилось исполнять альт вместо сопрано, потому что им нужен был более мощный звук. Но мне никогда не приходилось делать что-то подобное раньше — исполнять весь свой бэк-вокал, по сути, будучи моим собственным хором». Вместе они начали записывать в мае 2013 года и продолжали все лето того же года, начиная с записи «White Christmas» в вокальной кабинке и с Курстином на фортепиано. Келли прокомментировала: «Производство — это весь он. Я бы сказала: „Эй, мы можем сделать это больше джаза? Эй, мы можем сделать это более блюзовым“. И он, как и Гарри Поттер, сделал это возможным. Это так странно.»

## Структура альбома

### Тема и влияние
Келли Кларксон назвала красный цвет единственной темой альбома. Цвет, который традиционно ассоциируется с Рождеством, она связала с различными праздничными эмоциями. Желая отойти от своего обычного поп-саунда, она описала музыку «Wrapped in Red» как представление для изучения различных жанров, таких как джаз, кантри и мемфисский соул. Она вспоминала: «Что круто в рождественских альбомах, так это то, что вы можете играть джаз, рок-н-ролл, вы можете делать поп, вы можете играть блюз, как будто вы можете делать все это, и это работает — потому что это все классическое и рождественское звучание». Она также отметила, что множество стилей альбома положительно повлияло на её художественную цель, сказав: «Мой лучший друг с детства услышал это и сказал: „Это то, как вы звучите, прежде всего“. И я согласна, это мой основной звук. В те дни, когда артисты выпускали такие вещи, как „Fall to Pieces“ и „Bridge over Troubled Water“, эти песни выходили за рамки жанров. Не было вопросом „Куда это денется, поместиться?“ Вы выполнили все, что требует песня. Именно это я и сделала — без необходимости иметь зонтик для всего».
Собирая вдохновение для «Wrapped in Red» певица начала с прослушивания песен Бинга Кросби и Розмари Клуни из саундтрека к художественному фильму 1954 года «Белое Рождество», а также «Merry Christmas» Мэрайи Кэри (1994). В то время как Грег Курстин, который раньше играл в джазовом оркестре, черпал вдохновение из «Рождества Чарли Брауна» трио Винса Гуаральди и «Рождественского подарка для вас» Фила Спектора, что привело к резонансу альбома. Кларксона также процитировала, что её отношения с её тогдашним женихом Брэндоном Блэкстоком вдохновили на некоторые тексты альбома.

### Анализ песен
Кларксон является автором всех пяти оригинальных песен на «Wrapped in Red», некоторые из которых были написаны в декабре 2012 года, чтобы избежать написания рождественских мелодий в летний сезон 2013 года. Она стала соавтором вступительного и заглавного трека «Wrapped in Red» с Эшли Аррисон, Абеном Юбэнксом и Шейном МакЭналли. Рождественская баллада была вдохновлена сценой из праздничного художественного фильма «Реальная любовь» (2003), в которой кто-то признается в безответной любви к другому. Критики выделили трек, который больше всего резонирует со Стеной звука. Второй трек «Underneath the Tree» был написан Кларксон и Курстиным, что делает его первым совместным написанием трека. Кларксон заметила: "Мы с Грегом много работали вместе, но обычно я просто прихожу и просто пою. На данный момент мы никогда не писали вместе песню. И мы с ним подумали: «Давайте просто попробуем написать что-нибудь для протокола». Исполнительный директор RCA Records Питер Эдж заметил, что его выпуск в качестве сингла частично был вдохновлен успехом Мэрайи Кэри «All I Want for Christmas Is You». Следующий трек представляет собой исполнение праздничного стандарта «Have Yourself a Merry Little Christmas», который Кларксон выбрала из-за содержания сахарина.
Кларксон предпочитала «Run Rudolph Run» как свою любимую классику, говоря: «Просто потому, что должно быть немного больше рок-н-ролла». Она также отметила, что «Please Come Home for Christmas» — первая песня, выбранная для включения после рекомендации её матери и меланхоличный текст песни. Написанная Келли Кларксон и Юбэнксом песня «Every Christmas» была первой написанной для альбома. Она рассказала, что песня повествует о её праздничной жизни до встречи с Брэндоном Блэкстоком, пасынком Ребы Макинтайр, сказав: "Каждое Рождество я просто говорила: «Все будет по-другому, верно? Я действительно найду кого-нибудь и не буду одиночкой всю оставшуюся жизнь?» Седьмой трек — кавер на «Blue Christmas» Элвиса Пресли. Его продолжение, исполнение «Baby, It’s Cold Outside» с участием Ронни Данна. Кларксон подошела к Данну, думая, что его личность хорошо подходит содержанию песни, сказав: «Типа, это прямая его личность, чтобы сказать все это, чтобы попытаться заставить вас остаться и выпить». «Winter Dreams (Brandon’s Song)» была написана Кларксон, Аррисоном и Юбэнксом в качестве дополнения к треку «Every Christmas». Посвященная Блэкстоку, песня рассказывает о её отпуске после встречи с ним. Она заметила: «Рождество меняется, оно трансформируется, оно оживает ещё немного… Это просто более счастливое время».
Десятый трек, «White Christmas», был первой песней, записанной для «Wrapped in Red». Кавер «My Favorite Things» Роджерса и Хаммерштейна следует одиннадцатым треком. Кларксон выбрала бродвейское исполнение песни, чтобы отойти от версии Джули Эндрюс, сославшись на: «Я думаю, вам не стоит приближаться к тому, что она делает, потому что она такая хорошая». Кларксон и Курстин написали в соавторстве «4 Carats» с Кэти Деннис и Ливви Франк. Первоначально написанная как поп-песня, они превратили её в рождественскую песню, чтобы соответствовать теме альбома, описав её как кроссовер между песней Эрты Китт «Santa Baby» (1953) и Мадонной «Material Girl» (1984). Исполнение «Just for Now» Имоджен Хип было описано Келли, как её крайне неблагополучное окружение, сказав: «Можем ли мы просто остановиться примерно на пять минут и устроить обычную рождественскую обстановку?» Песня начинается с семпла рождественской мелодии «Carol of the Bells». Заключительный трек, исполнение традиционной песни «Silent Night», включает Макинтайр и Тришу Йервуд и заканчивается в обстановке акапелла между трио. Кроме того, в расширенное издание альбома вошли два трека: первый — кавер Кларксон на песню «I’ll Be Home for Christmas» из её EP на «iTunes Session», а второй — её исполнение первой строфы песни церковный гимн «O Come, O Come, Emmanuel».

## Выпуск альбома
«Wrapped in Red» впервые был выпущен на международном уровне 25 октября 2013 года на RCA Records через Sony Music Entertainment. Затем 29 октября 2013 года RCA выпустила его в Северной Америке в рамках своей праздничной рекламной кампании с саундтреками к художественным фильмам «Black Nativity» и «The Best Man Holiday», при этом «Wrapped in Red» объявлен как фильм, выходящий за рамки форматов и готов стать новой праздничной классикой. В интервью Billboard исполнительный директор RCA по маркетингу Аарон Борнс отметил, что этот альбом стал их главным релизом на праздники, процитировав: «Суть этого альбома в том, что, как и все великие рождественские записи, он об удивительных вокальных выступлениях. Вот что это такое. Альбом, выпущенный в этом году, но неподвластный времени и бросающий вызов жанрам». В рамках подготовки к выпуску в США RCA отгрузила полмиллиона экземпляров на Amazon и Target-издание, которые эксклюзивно выпустили Deluxe-издание. Красная пластинка альбома «Wrapped in Red» от «United Record Pressing» последовала за выпуском компакт-диска 25 ноября 2013 года, что стало первым разом, когда альбом Кларксон был выпущен на виниловой пластинке. В магазине Sony Music также были выпущены Deluxe-издание и компакт-диск, в которые входили шарф, праздничный орнамент и снежный шар, оформленные в красном цвете по мотивам альбома. Для Кларксон также была запланирована международная рекламная кампания, но позже она была остановлена из-за её беременности. 21 октября 2014 года «Wrapped in Red» был переиздан RCA со специальным выпуском CD + DVD, эксклюзивным для магазинов Walmart в США. Зелёная пластинка альбома также была выпущена ограниченным тиражом в 500 копий 9 декабря 2014 года.

## Продвижение альбома
15 октября 2013 года трек «White Christmas» был выпущен в качестве промосингла «Wrapped in Red». Три дня спустя премьера «Underneath the Tree» состоялась на канале Кларксон Vevo. Рождественский телевизионный выпуск под названием «Предостерегающая рождественская музыкальная сказка Келли Кларксон» был снят концертным директором Хэмишем Гамильтоном 30 октября 2013 года накануне уличного свидания в Венецианском Лас-Вегасе. Это стилизация под рождественский гимн, специальное рождественское шоу с живыми выступлениями отрывков из «Wrapped in Red» (в одном из которых участвовали Реба Макинтайр и Триша Йервуд). Созданная «Done and Dusted» «Предостерегающая рождественская музыкальная сказка Келли Кларксон», была показана на канале NBC в США и Global в Канаде 11 декабря 2013 года, и RCA назвала её основным средством продвижения альбома. По данным «Nielsen Media Research» премьерную трансляцию этого спецвыпуска на канале NBC посмотрели 5,31 миллиона зрителей. Он также получил 1,4 доли среди взрослого населения в возрасте от 18 до 49 лет и создал вторую по величине аудиторию NBC в своем временном интервале. На канале NBC также была повторная трансляция «Поучительной рождественской музыкальной сказки Келли Кларксон» на Рождество, которую посмотрели ещё 3,54 миллиона зрителей.
| Оценки критиков  | Оценки критиков |
| Источник         | Оценка          |
| ---------------- | --------------- |
| Allmusic         | [ 51 ]          |
| ABC News         | [ 52 ]          |
| The Boston Globe | (+)             |
| Country Weekly   | [ 54 ]          |
| The Guardian     | [ 55 ]          |
| HitFix           | A               |
| Newsday          | A-              |
| NPR              | (+)             |
| Slant Magazine   | [ 57 ]          |

Кларксон также продвигала альбом в различных телевизионных выступлениях, во всех которых она была одета в красную одежду. Она впервые исполнила «Underneath the Tree» на шоу «Today» 26 ноября 2013 года. 4 декабря 2013 года она исполнила «Run Run Rudolph» и «Blue Christmas» во время рождественского телешоу в Рокфеллер-центре. Затем Кларксон исполнила сингл «Underneath the Tree» на других телевизионных мероприятиях, таких как пятый сезон «Голоса» 3 декабря 2013 г., «Шоу Эллен ДеДженерес» 5 декабря 2013 г. и «Поздняя ночь с Джимми Фэллоном» на 12 декабря 2013 г. 25 декабря 2013 года Кларксон вернулся на The Today Show во время рождественской трансляции, исполнив «Blue Christmas». Выбранные треки из альбома также использовались в рекламных роликах. Например песня «Run Run Rudolph» использовалась в праздничной рекламе Belk, а сингл «Underneath the Tree» был показан на Amazon.com и Amazon Kindle Fire. Реклама HDX с участием Кларксон, исполняющего эту песню. В следующем году, 20 декабря 2014 года, она провела рождественский концерт «Miracle on Broadway» в Bridgestone Arena. Ежегодный рождественский благотворительный концерт «Miracle on Broadway» включал в себя живые исполнения различных рождественских песен Реба Макинтайр, Триши Йирвуд, Гарта Брукса, Ронни Данн, Кейси Масгрейвс, Хейли Уильямс, Чарльза Эстена и Меган Трейнор, некоторые из которых присоединились к Келли в выборе песен из альбома.
Главный сингл «Underneath the Tree» с альбома «Wrapped in Red» был выпущен в эфир 5 ноября 2013 года. Получив высокую оценку в первом выпуске, музыкальные критики одобрительно сравнили песню с «All I Want for Christmas is You» и провозгласили её будущим рождественским стандартом. В обзоре журнала «Slant Magazine» Сал Чинквемани написал, что трек, вероятно, станет современным стандартом Кларксон. В то время как Хью Монтгомери из «The Independent» приветствовал его как «победителя во всех отношениях». После дебюта в чарте США «Billboard Holiday 100» под номером 34, он вошел в десятку лучших, достигнув восьмого места в чарте. Он также возглавлял чарт «Billboard Adult Contemporary» в течение четырёх недель подряд, став третьим треком Келли Кларксон и пятнадцатой праздничной песней, возглавившей чарт. «Underneath the Tree» также занял 78-е место в главном чарте «Billboard Hot 100» и вошел в Топ-40 чартов Канады, Нидерландов и Великобритании. «USA Today» сообщила, что «Underneath the Tree» стала самой популярной новой праздничной песней на американском радио в 2013 году, в то время как «Edison Media Research» сообщила, что сингл стал первой праздничной песней, получившей значительную поддержку на современном популярном радио почти за 20 лет.

## Список композиций
| №   | Название                                                 | Длительность |
| --- | -------------------------------------------------------- | ------------ |
| 1.  | «Wrapped in Red»                                         | 3:36         |
| 2.  | «Underneath the Tree»                                    | 3:49         |
| 3.  | «Have Yourself a Merry Little Christmas»                 | 3:39         |
| 4.  | «Run Run Rudolph»                                        | 2:27         |
| 5.  | «Please Come Home for Christmas (Bells Will Be Ringing)» | 3:19         |
| 6.  | «Every Christmas»                                        | 3:46         |
| 7.  | «Blue Christmas»                                         | 2:52         |
| 8.  | «Baby, It's Cold Outside» (feat. Ronnie Dunn)            | 3:01         |
| 9.  | «Winter Dreams (Brandon's Song)»                         | 3:22         |
| 10. | «White Christmas»                                        | 3:02         |
| 11. | «My Favorite Things»                                     | 2:49         |
| 12. | «4 Carats»                                               | 3:28         |
| 13. | «Just for Now»                                           | 3:30         |
| 14. | «Silent Night» (feat. Reba McEntire and Trisha Yearwood) | 4:09         |

| №   | Название                     | Длительность |
| --- | ---------------------------- | ------------ |
| 15. | «I'll Be Home for Christmas» | 2:54         |
| 16. | «O Come, O Come, Emmanuel»   | 2:00         |

## Чарты
| Чарт (2013-14)                        | Пик позиция |
| ------------------------------------- | ----------- |
| Австралия (ARIA)                      | 29          |
| Бельгия/Фландрия (Ultratop)           | 183         |
| Канада (Canadian Albums Chart)        | 5           |
| Франция (SNEP)                        | 165         |
| Греция(IFPI)                          | 62          |
| Ирландия (IRMA)                       | 64          |
| Япония (Oricon)                       | 237         |
| Республика Корея (Circle)             | 68          |
| Шотландия (Scottish Albums Chart)     | 68          |
| Швейцария (Schweizer Hitparade)       | 97          |
| Великобритания (UK Albums Chart)      | 65          |
| США (Billboard 200)                   | 3           |
| США Top Holiday Albums (Billboard)    | 1           |
| США (Billboard Top Tastemaker Albums) | 19          |

| Чарт (2017-19)             | Пик позиция |
| -------------------------- | ----------- |
| Дания (Hitlisten)          | 34          |
| Нидерланды (Album Top 100) | 71          |
| Литва (AGATA)              | 27          |

| Чарт (2013)                          | Позиция |
| ------------------------------------ | ------- |
| США (Billboard 200)                  | 170     |
| США (Top Holiday Albums) (Billboard) | 1       |

| Чарт (2014)                          | Позиция |
| ------------------------------------ | ------- |
| Канада (Canadian Albums) (Billboard) | 19      |
| США (Billboard 200)                  | 17      |

| Чарт (2010—2019)    | Позиция |
| ------------------- | ------- |
| США (Billboard 200) | 150     |

## Сертификации
| Регион                                                      | Сертификация | Продажи |
| ----------------------------------------------------------- | ------------ | ------- |
| Канада (Music Canada)                                       | Платиновый   | 80 000^ |
| Норвегия (IFPI Norway)                                      | Золотой      | 15 000* |
| США (RIAA)                                                  | Платиновый   | 942,000 |
| ^ Данные о тиражах приведены только на основе сертификации. |              |         |

## История выпуска
| Регион         | Дата            | Лейбл                    | Формат                                         | Номер каталога |
| -------------- | --------------- | ------------------------ | ---------------------------------------------- | -------------- |
| Австралия      | 25 октября 2013 | Sony Music Entertainment | Deluxe издание CD и цифровая дистрибуция       | 88883776232    |
| Европа         | 25 октября 2013 | Sony Music Entertainment | Deluxe издание CD и цифровая дистрибуция       | 88883776232    |
| Дания          | 28 октября 2013 | Sony Music Entertainment | Deluxe издание CD и цифровая дистрибуция       | 88883776232    |
| Франция        | 28 октября 2013 | Sony Music Entertainment | Deluxe издание CD и цифровая дистрибуция       | 88883776232    |
| Бразилия       | 29 октября 2013 | Sony Music Entertainment | Deluxe издание CD и цифровая дистрибуция       | 88883776232    |
| Канада         | 29 октября 2013 | Sony Music Entertainment | Deluxe издание CD и цифровая дистрибуция       | 88883776232    |
| Италия         | 29 октября 2013 | Sony Music Entertainment | Deluxe издание CD и цифровая дистрибуция       | 88883776232    |
| США            | 29 октября 2013 | RCA Records              | Стандартное издание CD и цифровая дистрибуция  | 88837374125    |
| США            | 29 октября 2013 | RCA Records              | Target экслюзивное издание CD                  | 88883776232    |
| Япония         | 20 ноября 2013  | Sony Music Japan         | Deluxe издание CD и цифровая дистрибуция       | SICP-3919      |
| Канада         | 25 ноября 2013  | Sony Music Entertainment | LP                                             | 888430006812   |
| Европа         | 25 ноября 2013  | Sony Music Entertainment | LP                                             | 888430006812   |
| США            | 25 ноября 2013  | RCA Records              | LP                                             | 888430006812   |
| Великобритания | 2 декабря 2013  | RCA Records              | Deluxe edition CD and digital download         | 88883776232    |
| Новая Зеландия | 6 декабря 2013  | RCA Records              | Sony Music Entertainment                       | 88883776232    |
| США            | 21 ноября 2014  | RCA Records              | Walmart exclusive CD+DVD reissue               | 88875009092    |
| США            | 9 декабря 2014  | RCA Records              | Limited edition green LP reissue               | 888430006812   |
| США            | 4 декабря 2015  | RCA Records              | Google Play exclusive digital download reissue | н/д            |